# Pas spaniol

Pas spaniol

Pasul spaniol este un exercițiu din dresajul clasic, respectiv spaniol al Școlii înalte de călărie.
Calul își ridică picioarele anterioare foarte sus și le mișcă înainte formând un arc mare.
Această lecție provine din Spania, unde apare la corride. De asemenea este folosit foarte frecvent la spectacole/circ/parade.